# Моник (порноактриса)
Моник (англ. Monique, настоящее имя Shammara Abdul-Khaaliq; род. 20 января 1975 года, Сан-Диего, Калифорния, США) — американская порноактриса. Карьеру в порноиндустрии начала в 1996 году, когда ей было 21 года. Снялась более чем в 300 роликах.

## Награды и номинации
- 2001 AVN Award nominee — Лучшая сцена анального секса, видео — The Voyeur #17[1]
- 2002 AVN Award nominee — Лучшая сцена секса зарубежного производства — Euro Angels Hardball 11 (Clark Euro Angel/Evil Angel) вместе с Loureen Hill, Reapley, Mercedes, Hatman, Suzy, Лесли Тейлор, Alberto Rey & David Perry[2]
- 2002 AVN Award nominee — Исполнительница года[2]
- 2003 AVN Award nominee — Лучшая сцена анального секса, видео — D.P.G.'s[3]
- 2005 AVN Award nominee — Лучшая сцена орального секса, видео — Black Ass Candy
- 2005 AVN Award nominee — Лучшая сцена триолизма, видео — The Pussy Is Not Enough 2[4]